# 浅野祥之
浅野 祥之（あさの よしゆき、1959年（昭和34年）2月13日 - 2007年（平成19年）4月20日）は、北海道北見市出身のギタリスト、スタジオ・ミュージシャン。

## 経歴
東京都立秋川高等学校卒業後、1980年（昭和55年）よりプロとして活動開始。様々なアーティストのツアー&レコーディングに従事。“ブッチャー”の愛称で知られる。高校時代の一年後輩にミュージシャンの直枝政広、映画監督の天願大介がいる。直枝曰く、浅野が文化祭では憧れの存在だったという。
1992年（平成4年）と1994年（平成6年）にバンド「空と海と風と…」として2枚のアルバムをリリース（角松敏生プロデュース）、ライブ活動を積極的に行うが、1996年（平成8年）に解散。1999年（平成11年）、同じギタリストの梶原順と共に「JとB」を結成、ドラマーの沼澤尚とベーシストの松原秀樹を加えた「J&B」としての活動も行う（梶原を除いたトリオ編成の「Three's Co.」としてもアルバムを発売）。この2バンドでミニ・アルバムを含め4枚のアルバムをリリース、年間40〜50本のライブを行う。
2005年（平成17年）、以前から師と仰ぐ永井"ホトケ"隆と精力的にライブ活動を開始、同年夏に沼澤を加えた「THE BLUES POWER」として新始動。オーセンティックな物へのこだわりを強く持ちつつ、自己表現を具体化するバンドとしてパワフルなライブを展開した。
2007年（平成19年）4月20日午後8時49分（JST）、肺炎による肺気腫が悪化、呼吸不全により入院先の横浜市青葉区内の病院で死去。48歳没。

## バンド歴
- 空と海と風と…
- J&B
- The Blues Power
- JとB
- AGHARTA

## ギタリスト的思想
伝統的なスタイルをどれだけ自分の中で消化し、しっかり弾く事が出来るかということ。
基本的にフィーリングで弾くことを嫌悪する。

## バックバンドを務めたアーティスト
- EXILE
- SING LIKE TALKING
- 塩谷哲
- 杏里
- 中山美穂
- ワン・リーホン
- 角松敏生
- 春名正治
- 青木智仁
- 布施明
- 当山ひとみ
- Big Horns Bee
- 石井竜也

他多数